# David Ramseier
David Ramseier (nacido el 11 de enero de 1987 en Roanne) es un jugador de baloncesto franco-suizo que actualmente pertenece a la plantilla del Saint-Vallier Basket Drôme de la Pro B, la segunda división francesa. Con 2,02 metros de altura puede jugar tanto en la posición de Ala-Pívot como en la de Pívot. Es internacional absoluto con Suiza.

## Trayectoria profesional

### Inicios
Se formó en la cantera del equipo de su ciudad natal, el Chorale Roanne Basket.

### Devils de Genève
Su primera experiencia como profesional fue en los Devils de Genève de la LNA suiza, donde jugó en la temporada 2006-2007.

### Regreso al Chorale Roanne Basket
Volvió al club en el que se formó, el Chorale Roanne Basket, para la temporada 2007-2008.

### ESPE Basket Châlons-en-Champagne
Para la temporada 2008-2009, fichó por el ESPE Basket Châlons-en-Champagne de la NM1 (3.ª división francesa).

### Aix-Maurienne Savoie Basket
Firmó por el Aix-Maurienne Savoie Basket de la Pro B (2.ª división francesa) para la temporada 2009-2010.
Disputó 27 partidos con el conjunto de Aix-les-Bains, promediando 6,1 puntos (55,2 % en tiros de 2 y 69,2 % en tiros de 2) y 2,5 rebotes en 13,5 min de media.
A final de temporada, fue elegido en el mejor quinteto de novatos de la Pro B por Eurobasket.com.

### Olympique d'Antibes
Fichó para la temporada 2010-2011 por el Olympique d'Antibes Juan-les-Pins, de la Pro B también.
Disputó 33 partidos con el cuadro de Antibes, promediando 10,8 puntos (59,9 % en tiros de 2, 33,3 % en triples y 56,4 % en tiros libres) y 4,1 rebotes en 23 min de media.

### Hermine de Nantes Atlantique
Firmó por el Hermine de Nantes Atlantique de la Pro B para la temporada 2011-2012.
Disputó 21 partidos con el conjunto de Nantes, promediando 12,8 puntos (54,6 % en tiros de 2 y 59,7 % en tiros libres), 3,8 rebotes y 1,5 asistencias en 29,7 min de media.

### Boulazac Basket Dordogne
Fichó para las siguientes dos temporadas por el recién ascendido a la Pro A, el  Boulazac Basket Dordogne, aunque en equipo en su primera temporada descendió a la Pro B.
En su primera temporada (2012-2013), jugó 24 partidos con un promedio de 4,8 puntos (52,1 % en tiros de 2 y 50% en tiros libres) y 3,2 rebotes en 17,5 min.
En su segunda y última temporada (2013-2014), jugó 43 partidos con un promedio de 8,8 puntos (52,3 % en tiros de 2 y 67,4 % en tiros libres) y 4 rebotes en 19 min.
Disputó un total de 67 partidos con el cuadro de Boulazac entre las dos temporadas, promediando 7,3 puntos (52,3 % en tiros de 2 y 64% en tiros libres) y 3,7 rebotes en 18,5 min de media.

### Lions de Genève
El 10 de julio de 2014, los Lions de Genève anunciaron su fichaje para la temporada 2014-2015, regresando de esta manera al club suizo tras siete años. El 21 de julio de 2015, se anunció su renovación para la temporada 2015-2016.
Se proclamó campeón de la Copa de la Liga de Suiza y de la LNA en 2015
En su primera temporada (2014-2015), jugó 26 partidos de liga y 8 de play-offs, promediando en liga 10,7 puntos (56,9 % en tiros de 2 y 66,2 % en tiros libres) y 4,9 rebotes en 21,9 min, mientras que en play-offs promedió 9,6 puntos (60,4 % en tiros de 2 y 79,2 % en tiros libres) y 3,8 rebotes en 19 min.
A final de temporada, fue elegido en el mejor quinteto de jugadores suizos de la LNA y recibió una mención honorable LNA, ambas cosas por Eurobasket.com.
En su segunda y última temporada (2015-2016), jugó 17 partidos de liga y 6 de play-offs, promediando en liga 14,2 puntos (58,7 % en tiros de 2 y 66,7 % en tiros libres), 7,2 rebotes y 1 asistencia en 25,4 min, mientras que en play-offs promedió 8,7 puntos (61,5 % en tiros libres), 5,5 rebotes y 1,5 asistencias en 21,7 min.
Disputó un total de 43 partidos de liga y 14 de play-offs con el conjunto de Ginebra entre las dos temporadas, promediando en liga 12,1 puntos (57,7 % en tiros de 2 y 66,4 % en tiros libres) y 5,8 rebotes en 23,3 min de media, mientras que en play-offs promedió 9,2 puntos (53,1 % en tiros de 2 y 73 % en tiros libres), 4,5 rebotes y 1,1 asistencias en 20,1 min de media.

### Union Neuchâtel Basket
El 6 de marzo de 2017, el Union Neuchâtel Basket, anunció su fichaje hasta el final de la temporada 2016-2017.

## Selección Suiza

### Categorías inferiores
Internacional con las categorías inferiores de la selección de baloncesto de Suiza, disputó el Europeo Sub-20 División B de 2006, celebrado en Lisboa, Portugal, donde la selección suiza quedó en 15.ª posición, y el Europeo Sub-20 División B de 2007, celebrado en Varsovia, Polonia, donde la selección suiza quedó en 16.ª posición.
En el Europeo Sub-20 División B de 2006 jugó 8 partidos con un promedio de 11,6 puntos (56,3% en tiros de 2 y 52% en tiros libres) y 6,5 rebotes en 31,4 min de media.
Finalizó el Europeo Sub-20 División B de 2006 con el 6.º mejor % de tiros de campo (54,1%) y el 12.º mejor % de tiros de 2 y fue el 3.º en rebotes ofensivos (3,1 por partido), el 12.º en tiros de 2 anotados (5 por partido), el 13.º máximo reboteador y el 20.º en min por partido.
En el Europeo Sub-20 División B de 2007 jugó 7 partidos con un promedio de 17,6 puntos (56,2% en tiros de 2 y 55,6% en tiros libres), 8,6 rebotes, 1 robo y 1,4 tapones en 29 min de media. Fue el máximo anotador y taponador de su selección.
Finalizó el Europeo Sub-20 División B de 2007 con el 3.º mejor % de tiros de campo (55,1%) y el 10.º mejor % de tiros de 2 y fue el 1.º en tiros de 2 anotados (8,4 por partido) y tiros de campo anotados, el 5.º en dobles-dobles (4), el 8.º máximo anotador y taponador, el 12.º máximo reboteador, el 13.º en rebotes defensivos (5,6 por partido) y el 14.º en rebotes ofensivos (3 por partido).

### Absoluta
Debutó con la absoluta de Suiza en el EuroBasket División B de 2007, cayendo Suiza contra Gran Bretaña en la eliminatoria para acceder a la fase de clasificación para el EuroBasket 2007 celebrado en España.
Jugó 6 partidos con un promedio de 6,3 puntos (50% en tiros de 2 y 58,8 % en tiros libres), 2,5 rebotes y 1,2 robos en 18,7 min de media.
Finalizó el EuroBasket División B de 2007 como el 16.º máximo taponador (0,5 por partido).
Disputó el EuroBasket División B de 2009, en el que las cuatro mejores selecciones se clasificaban para la disputa de la fase de clasificación para el EuroBasket 2011, celebrado en Lituania, no logrando quedar entre las cuatro mejores Suiza.
Jugó 7 partidos con un promedio de 8,6 puntos y 5,9 rebotes en 23,1 min de media. Fue el máximo reboteador y taponador de su selección.
Finalizó el EuroBasket División B de 2007 con el 12.º mejor % de tiros de campo (45,6 %) y el 15.º mejor % de tiros de 2 y fue el 10.º en rebotes ofensivos (2,1 por partido), el 12.º máximo reboteador, el 13.º en rebotes defensivos (3,7 por partido), el 15.º en tiros de 2 anotados (3,7 por partido) y el 16.º máximo taponador (0,6 por partido).
Participó en el EuroBasket División B de 2011, quedando Suiza 2.ª del Grupo C.
Jugó 3 partidos con un promedio de 11,3 puntos (50% en tiros libres), 4,3 rebotes, 1 asistencia y 2,7 robos en 28 min de media.
Disputó la Fase de Clasificación para el EuroBasket 2013, celebrado en Eslovenia, no logrando Suiza clasificarse.
Jugó 4 partidos con un promedio de 11 puntos (55,6 % en tiros de 2 y 57,1 % en tiros libres), 6,3 rebotes, 1 asistencia y 1,3 robos en 25,8 min de media.
Participó en la Clasificación para el EuroBasket 2017, celebrado entre Finlandia, Israel, Rumania y Turquía, no logrando Suiza clasificarse.
Jugó 6 partidos con un promedio de 13,7 puntos (64,9% en tiros libres), 5 rebotes y 1,3 asistencias en 27,8 min de media. Fue el máximo anotador y reboteador de su selección.